# یواس‌اس اسکیپ (ای‌آراس-۶)
یواس‌اس اسکیپ (ای‌آراس-۶) (به انگلیسی: USS Escape (ARS-6)) یک کشتی بود که طول آن ۲۱۳ فوت ۶ اینچ (۶۵٫۰۷ متر) بود. این کشتی در سال ۱۹۴۲ ساخته شد.